# Charlotte Denoël
Pour les articles homonymes, voir Denoël.
 (février 2025).
 (décembre 2023).
La mise en forme du texte ne suit pas les recommandations de Wikipédia : il faut le « wikifier ».
Les points d'amélioration suivants sont les cas les plus fréquents :
- Les titres sont pré-formatés par le logiciel. Ils ne sont ni en capitales, ni en gras.
- Le texte ne doit pas être écrit en capitales (les noms de famille non plus), ni en gras, ni en italique, ni en « petit »…
- Le gras n'est utilisé que pour surligner le titre de l'article dans l'introduction, une seule fois.
- L'italique est rarement utilisé : mots en langue étrangère, titres d'œuvres, noms de bateaux, etc.
- Les citations ne sont pas en italique mais en corps de texte normal. Elles sont entourées par des guillemets français : « et ».
- Les listes à puces sont à éviter, des paragraphes rédigés étant largement préférés. Les tableaux sont à réserver à la présentation de données structurées (résultats, etc.).
- Les appels de note de bas de page (petits chiffres en exposant, introduits par l'outil «  Source ») sont à placer entre la fin de phrase et le point final[comme ça].
- Les liens internes (vers d'autres articles de Wikipédia) sont à choisir avec parcimonie. Créez des liens vers des articles approfondissant le sujet. Les termes génériques sans rapport avec le sujet sont à éviter, ainsi que les répétitions de liens vers un même terme.
- Les liens externes sont à placer uniquement dans une section « Liens externes », à la fin de l'article. Ces liens sont à choisir avec parcimonie suivant les règles définies. Si un lien sert de source à l'article, son insertion dans le texte est à faire par les notes de bas de page.
- La présentation des références doit suivre les conventions bibliographiques. Il est recommandé d'utiliser les modèles {{Ouvrage}}, {{Chapitre}}, {{Article}}, {{Lien web}} et/ou {{Bibliographie}}. Le mode d'édition visuel peut mettre en forme automatiquement les références.
- Insérer une infobox (cadre d'informations à droite) n'est pas obligatoire pour parachever la mise en page.

Pour une aide détaillée, merci de consulter Aide:Wikification.
Si vous pensez que ces points ont été résolus, vous pouvez retirer ce bandeau et améliorer la mise en forme d'un autre article.
Charlotte Denoël, née le 30 avril 1976 à Meudon, est une historienne de l’art médiéviste, conservatrice en chef au département des manuscrits de la Bibliothèque nationale de France, où elle dirige le service des manuscrits médiévaux et de la Renaissance.

## Biographie
Charlotte Denoël a grandi aux Murs Blancs, un phalanstère d’intellectuels créé à Châtenay-Malabry après la Libération par le fondateur de la revue Esprit, Emmanuel Mounier. De ce lieu, où séjournèrent de grandes figures d’historiens et de philosophes, dont Jean-Marie Domenach, Henri Marrou et Paul Ricoeur, elle a hérité le goût pour l’histoire et les engagements dans des débats de société.
Après des études en classe préparatoire au lycée Henri IV, à l’école nationale des chartes (Paris), puis à l’Ecole nationale supérieure des bibliothèques et des sciences de l’information (ENSSIB, Lyon), Charlotte Denoël a obtenu les diplômes d’archiviste-paléographe et de conservatrice des bibliothèques. En 2002, elle est devenue conservatrice au département des manuscrits de la Bibliothèque nationale de France. Depuis 2011, elle y dirige le service des manuscrits médiévaux.
Elle est membre du centre Jean Mabillon (EA 3624), rattaché à l’École nationale des chartes.
En 2018, elle a soutenu une thèse de doctorat sur travaux sous le titre Pour une histoire globale du manuscrit médiéval. Les manuscrits, leur décor et leur circulation aux premiers siècles du Moyen Âge.
En 2019-2020, elle a été membre de l’Institute for Advanced Study de Princeton (« George Cottrell, Jr. Member »).

## Commissariats d’expositions
Elle a été co-commissaire ou commissaire des expositions suivantes : « Trésors carolingiens. Livres manuscrits de Charlemagne à Charles le Chauve » (BnF, 2007, avec Marie-Pierre Laffitte), « Les Temps mérovingiens. Trois siècles d’art et de culture (451-751) » (Musée de Cluny, 2016, avec Isabelle Bardiès et Inès Villela-Petit), « Make it New. Conversation avec l’art médiéval. Carte blanche à Jan Dibbets » (BnF, 2018, avec Jan Dibbets et Erik Verhagen), « Chefs d’œuvre romans de Saint-Martial de Limoges » (Musée des Beaux-Arts de Limoges, 2019, avec Alain-Charles Dionnet); "Feuilleter Notre-Dame: chefs d’œuvre de la bibliothèque médiévale" (Musée de Cluny, 19 novembre 2024-16 mars 2025); Apocalypse. Hier et demain (BnF, 4/02-8/06/2025, avec François Angelier, Jeanne Brun, Lucie Mailland).[réf. souhaitée]

## Activités de recherche et d’enseignement
Envisagés comme des artefacts singuliers, produits d’une histoire plurielle, les manuscrits et leur décor sont abordés dans une perspective transdisciplinaire au prisme de l’histoire culturelle, l’histoire de l’art, l’iconographie et la matérialité.
Charlotte Denoël enseigne l’histoire de l’enluminure à l’école nationale des chartes et a organisé de nombreuses formations continues autour du manuscrit médiéval.

## Publications

### Ouvrages, monographies
- Le Beatus de Saint-Sever, sous la direction de Charlotte Denoël, Paris: Citadelles Mazenod-BnF, 2022, nouvelle édition 2024.
- Le Sacramentaire de Drogon, avec Maxence Hermant et Marie-Emmanuelle Meyohas, Paris: BnF, 2022 (collection Cartel).
- Medieval Illumination. Manuscript Art in England and France, 700-1200, avec Kathleen Doyle, Londres: British Library, 2018 [version française éditée simultanément par la BnF sous le titre Enluminures médiévales. Chefs-d’œuvre de la Bibliothèque nationale de France et de la British Library, 700-1200].
- Saint André. Culte et iconographie en France (Ve-XVe s.), Paris: École nationale des chartes, 2004 (collection « Mémoires et documents »).

### Ouvrages, directions
- L’art médiéval est-il contemporain?, avec Larisa Dryansky, Isabelle Marchesin, Erik Verhagen, Turnhout : Brepols, 2023 (collection « Reinterpreting the Middle Ages. From Medieval to Neo »).
- France-Angleterre, 700-1200 : manuscrits médiévaux de la BnF et de la British Library, actes du colloque Polonsky, avec Francesco Siri, Turnhout : Brepols, 2020.
- Chefs d’œuvre romans de Saint-Martial de Limoges, avec Alain-Charles Dionnet, Gand : Snoeck, 2019.
- Make it New. Conversation autour de l’art médiéval. Carte blanche à Jan Dibbets, catalogue d’exposition (Paris, BnF, 5 novembre 2018-10 février 2019), avec Erik Verhagen, Paris, BnF, 2018.
- Imago libri. Représentations carolingiennes du livre, avec Anne-Orange Poilpré et Sumi Shimahara, Actes du colloque international, Paris, INHA-Sorbonne, 15-17 mars 2015, Turnhout, Brepols, collection Bibliologia, 2018.
- Les Temps mérovingiens. Trois siècles d’art et de culture (451-751), catalogue d’exposition (Paris, Musée de Cluny, 26 octobre 2016-13 février 2017), avec Isabelle Bardiès-Fronty et  Inès Villela-Petit, Paris, Réunion des Musées nationaux, 2016.
- Das Godescalc Evangelistar. Eine Prachthandschrift für Karl den Grossen, avec Fabrizio Crivello et Peter Orth, Darmstadt: Primus Verlag, 2011.
- Trésors carolingiens. Le livre manuscrit de Charlemagne à Charles le Chauve (768-877) [catalogue d’exposition, BnF, 19 mars-24 juin 2007], avec Marie-Pierre Laffitte, Paris : BnF, 2007.